# Nowosiółki (sielsowiet Dołhinów)
Nowosiółki (biał. Навасёлкі; ros. Новосёлки) – wieś na Białorusi, w obwodzie mińskim, w rejonie wilejskim, w sielsowiecie Dołhinów.

## Historia
W czasach zaborów zaścianek w okręgu wiejskim i gminie Dołhinów, w powiecie wilejskim, w guberni wileńskiej Imperium Rosyjskiego. Pod koniec XIX wieku miał 19 dusz rewizyjnych, należała do dóbr Dołhinów, własność Kamieńskichi.
W latach 1921–1945 wieś leżała w Polsce, w województwie wileńskim, w powiecie wilejskim, w gminie Dołhinów.
Według Powszechnego Spisu Ludności z 1921 roku zamieszkiwało tu 68 osób, wszystkie były wyznania rzymskokatolickiego i zadeklarowały polską przynależność narodową. Było tu 13 budynków mieszkalnych. W 1931 w 13 domach zamieszkiwało 66 osób.
Wierni należeli do parafii rzymskokatolickiej w Dołhinowie. Miejscowość podlegała pod Sąd Grodzki w Dołhinowie i Okręgowy w Wilnie; właściwy urząd pocztowy mieścił się w Dołhinowie.
W wyniku napaści ZSRR na Polskę we wrześniu 1939 miejscowość znalazła się pod okupacją sowiecką. 2 listopada została włączona do Białoruskiej SRR. Od czerwca 1941 roku pod okupacją niemiecką. W 1944 miejscowość została ponownie zajęta przez wojska sowieckie i włączona do Białoruskiej SRR.
Od 1991 w składzie niepodległej Białorusi.